# Astathes velata
Astathes velata är en skalbaggsart som beskrevs av Thomson 1865. Astathes velata ingår i släktet Astathes och familjen långhorningar. Inga underarter finns listade.